# Miasto Jagodina
Miasto Jagodina (serb. Grad Jagodina / Град Јагодина) – jednostka administracyjna w Serbii, w okręgu pomorawskim. W 2018 roku liczyła 69 384 mieszkańców.